# Мак-Мердо, Арчибальд
Арчибальд Уильям Мак-Мердо (англ. Archibald William McMurdo; 24 сентября 1812, Керкубри, Шотландия, Великобритания — 11 декабря 1875, Дамфрис, Шотландия, Великобритания) — офицер Королевского военно-морского флота Великобритании, вице-адмирал. Участник исследования арктических и антарктических районов.
Именем Мак-Мердо назван пролив в Антарктике, станция, шельфовый ледник, область и шоссе в Антарктиде, а также мыс на острове Саутгемптон в Гудзоновом заливе.

## Биография
Арчибальд Уильям Мак-Мердо родился 24 сентября 1812 в шотландском Керкубри. Он был одним из семерых детей Кэтрин Марты Мак-Мердо (урожд. Уилсон) и подполковника Арчибальда Мак-Мердо, приходился внуком Джону Мак-Мердо (камергеру замка Драмланриг) и братом Уильяму Мак-Мердо.
21 декабря 1851 года взял в жёны Марион Джесси Мак-Мердо (урожд. Корри). Имел двоих детей: Арчибальд Уильям (14 июня 1857 года) и Томас Хью (24 августа 1862 года).

## Карьера
Макмердо поступил на службу в Королевский военно-морской флот 6 октября 1824 года, став волонтёром 1-го класса в возрасте 12 лет на шлюпе HMS Pylades. В 1828 году на фрегате HMS Blonde участвовал в блокаде Наварино и взятии замка Мореи.
В 1836 году он получил звание лейтенанта за проявленное двумя годами ранее отличие в миссии по спасению от туземцев-каннибалов Новой-Зеландии экипажа потерпевшего кораблекрушение китобоя Harriet. С 1838 года Мак-Мердо проходил службу в звании лейтенанта на HMS Volage в восточной Индии.
23 мая 1836 года Мак-Мердо заступил на службу 3-м лейтенантом на HMS Terror. Его карьера включала две исследовательские экспедиции на борту HMS Terror: первая в Гудзонов залив (1836—1837) и вторая в Антарктику (1839—1842), для участия в которой Мак-Мердо ступил на борт уже в чине 1-го лейтенанта. В ходе последней капитаном Джеймсом Кларком Россом феврале 1841 года был открыт новый пролив, который тот назвал в честь Мак-Мердо. Росс также отправил в Адмиралтейство письмо, содержавшее рекомендацию к продвижению Мак-Мердо по службе. В 1843-м Мак-Мердо покинул экспедицию по состоянию здоровья. В том же году он был повышен до коммандера, а в 1851-м до капитана.
В 1845 году Мак-Мердо выразил сомнение в том, что капитан Джон Франклин сможет вернуться из своей экспедиции по Северо-Западному проходу, в итоге закончившейся гибелью при загадочных обстоятельствах всех 129 членов экипажа и пропажей обоих кораблей — HMS Erebus и HMS Terror.
В 1846 году Мак-Мердо получил под командование HMS Contest и был отправлен на побережье Западной Африки, к базе эскадры в Сьерра-Леоне. Цель правительства Великобритании состояла в пресечении трансатлантической работорговли. За три года Мак-Мердо «захватил 14 невольничьих судов, провёл рейд на берегу и оказал помощь в захвате двух других кораблей». За успешные операции он получал солидное денежное вознаграждение, а по возвращении в Великобританию был повышен 18 сентября 1851 года до капитана.
1 июля 1864 года Мак-Мердо вышел в отставку в звании капитана. 24 мая 1867 он получил звание контр-адмирала в отставке, а 29 мая 1873 вице-адмирала в отставке.
Мак-Мердо также стал автором патента на «надувной спасательный пояс» для пассажиров морских судов.

## Смерть
Мак-Мердо умер 11 декабря 1875 года в семейном доме Карнгелхолм в Дамфрисе, в районе Трокуир округа Керкубришир в Шотландии. Утверждение завещания на имя вдовы состоялось 3 февраля 1876 года.

## Комментарии
1. 1 2 3  По другим данным — 24 августа 1810[2].
2. ↑  По другим данным — в 13[4]. В некоторых работах указан возраст 14 лет, с поступлением на службу 6 октября 1824 года[2].